# Mošeja preroka Daniela, Kirkuk
Mošeja preroka Daniela (arabsko جامع النبي دانيال) (turško Peygamber Daniel Camii) je zgodovinska mošeja v Kirkuku v Iraku. Je ena od mošej, ki so del ozemlja citadele Kirkuk. V mošeji je svetišče, v katerem lokalno izročilo potrjuje, da so pokopani Daniel in Šadrah, Mešak in Abednego. Ne obiskujejo ga samo muslimani, ampak ga obiskujejo kristjani in judje zaradi grobov prerokov, ki jih častijo vse tri vere.

## Zgodovina
Prvotna stavba je bila sinagoga, ki so jo spremenili v krščansko cerkev. Lokalno izročilo pravi, da je bila cerkev spremenjena v mošejo med vladavino kalifa Omarja ibn Abdul-Aziza. Sedanja stavba sega v čas začetka timuridske dobe in konca Ilkanata. Mošejo so prenovili tudi Osmani. Na neki točki je bilo dodano tudi pokopališče za osmanske vojake, ki so padli med drugo svetovno vojno, vendar so domačini svoje mrtve pokopali na pokopališču kasneje. To pokopališče velja za prvo pokopališče v Kirkuku.
Mošeja je bila prej uporabljena za molitve, vendar se je to končalo, ko so leta 1997 pozvali k rušenju citadele Kirkuk, da bi Turkmenom ukazali, naj se preselijo. Vendar pa obiski mošeje in njenega svetišča niso prenehali.

## Arhitektura
Skupna površina mošeje je 400 kvadratnih metrov. Ima dve modri kupoli in en minaret. Minaret je izdelan iz opeke in okrašen s ploščicami Kašani ter izvira iz osmanskega obdobja.

## Svetišče
Mošejo častijo tudi iraški kristjani in Judje, ki jo obiščejo, da bi se poklonili domnevnim grobovom štirih prerokov v mošeji, ki so Daniel, Šadrah, Mešak in Abednego, slednjim trem pa so dana imena Hunayn, Mišail in Uzair, ki so v bistvu arabizirane različice njihovih hebrejskih imen Hananiah, Mišael in Azariah.
V svetišču mošeje so le trije grobovi. Mišaelov grob sploh ni prisoten in njegova lokacija znotraj mošeje ni znana. Tabla za grob Abednega/Azarije ga napačno identificira s svetopisemskim Ezro, ki je v islamski tradiciji znan tudi kot Uzair.

## Stanje mošeje
Lokalne oblasti naj bi mošejo zanemarile. Zrušili so se tudi nekateri deli mošeje.

## Galerija
- Mošeja od zadaj
- Znotraj mošeje s tremi grobnicami
- Grobnica Abednega/Azarije, ime je tukaj napisano kot 'Ozuir'
- Grobnica Šadraha/Hananija
- Začasno bivališče za oskrbnika lokacije